# Mon ami Pierrot

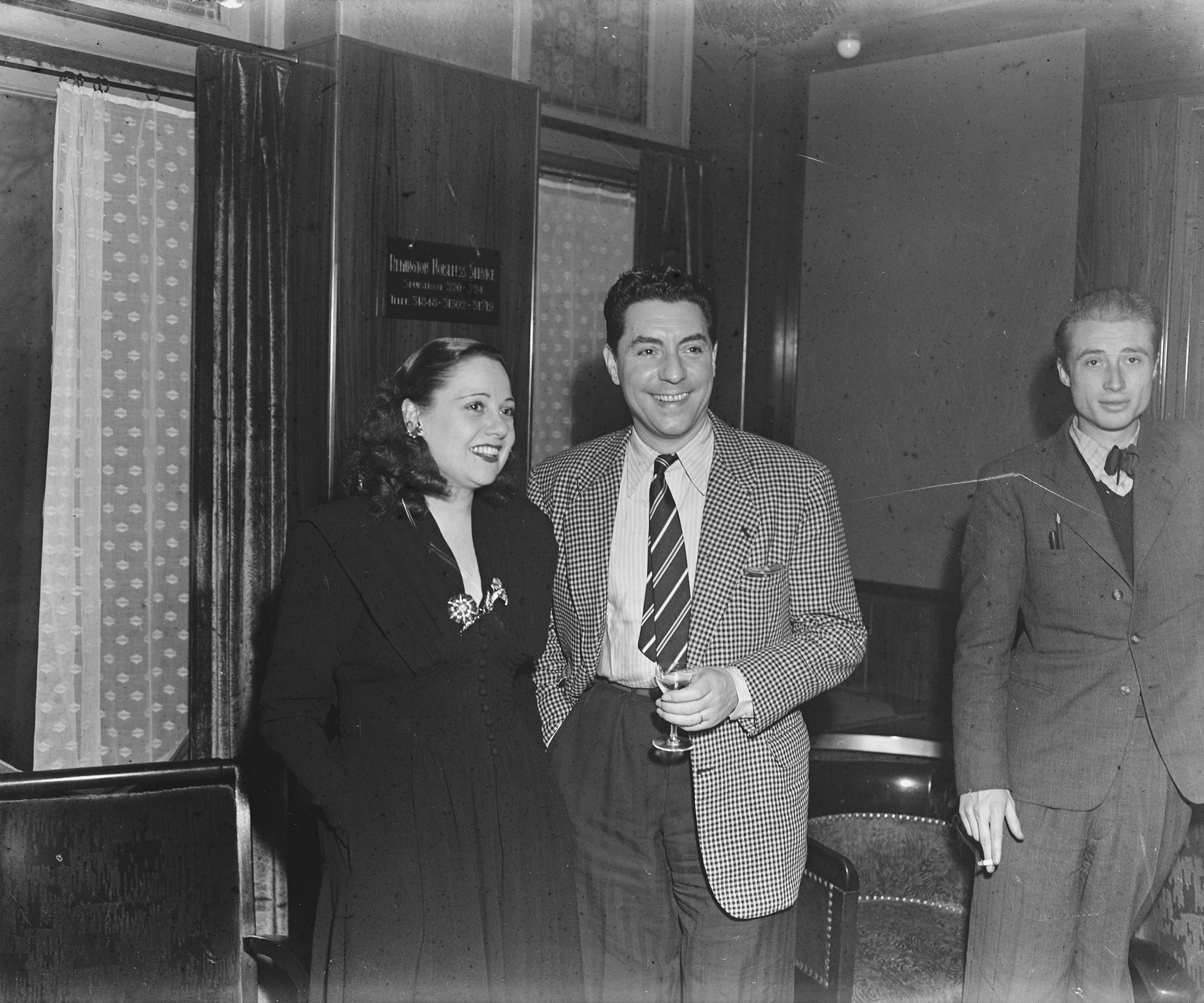
Jacques Pills (centro), intérprete de la canción, en 1945.

«Mon ami Pierrot» (en español: «Amigo mío Pierrot») es una canción compuesta por Florence Veran e interpretada en francés por Jacques Pills. Fue elegida para representar a Mónaco en el Festival de la Canción de Eurovisión de 1959 tras ser seleccionada internamente por la emisora monegasca Télé Monte-Carlo.

## Festival de la Canción de Eurovisión 1959

### Selección
«Mon ami Pierrot» fue seleccionada para representar a Mónaco en el Festival de la Canción de Eurovisión 1959 por la emisora monegasca Télé Monte-Carlo.

### En el festival
La canción participó en el festival celebrado en el Palacio de Festivales y Congresos de Cannes el 11 de marzo de 1959, siendo interpretada por el cantante francés Jacques Pills. La orquesta fue dirigida por Franck Pourcel.
Fue interpretada en cuarto lugar, siguiendo a Italia con Domenico Modugno interpretando «Piove» y precediendo a los Países Bajos con Teddy Scholten interpretando «Een Beetje». Al final de las votaciones, la canción recibió 1 punto, obteniendo el undécimo puesto de 11.